# Lonchotus astovensis
Lonchotus astovensis är en skalbaggsart som beskrevs av Gilbert John Arrow 1911. Lonchotus astovensis ingår i släktet Lonchotus och familjen Dynastidae. Inga underarter finns listade i Catalogue of Life.